# Amphimedon cristata
Amphimedon cristata är en svampdjursart som beskrevs av Gustavo Pulitzer-Finali 1996. Amphimedon cristata ingår i släktet Amphimedon och familjen Niphatidae.
Artens utbredningsområde är Papua Nya Guinea. Inga underarter finns listade i Catalogue of Life.